# کوک-سای (شهرستان قره‌بوره)
کوک-سای (به قرقیزی: Көк-Сай [kœksɑ́j]، كۅك ساي) یک روستا در قرقیزستان است که در شهرستان قره‌بوره واقع شده‌است. کوک-سای ۳٬۹۱۳ نفر جمعیت دارد و ۱٬۲۵۱ متر بالاتر از سطح دریا واقع شده‌است.